# Мадджхіма-нікая
«Мадджхіма-нікая» («Збори середніх [настанов]») — буддійський текст, другий з п'яти нікай в «Сутта-пітаці». Ця нікая складається зі 152 сутт, приписуваних Будді та його основним учням. Текст зачіпає практично всі аспекти буддизму, включаючи, окрім основ доктрини і етики, чернече життя, аскетизм, спори Будди і джайнів, різні види медитацій, містить багато легенд. Самі сутти представлені в різних формах: проповіді, діалоги і простий наратив.
Як і в Дігха-нікаї, всі тексти Мадджхіма-нікаї починаються словами «Так я чув...».

## Зміст
«Мадджхіма-нікая» містить 152 сутти, розділені на три групи по п'ятдесят (паннаси). Ці групи поділяються далі на ваггі (розділи), по десять сутт в кожній. Виняток становить остання вагга, що містить дванадцять сутт. Назви вагг часто відображають їх зміст, деякі ж названі за своєю першою суттою.
Певної закономірності побудови текстів всередині вагг немає, але існують сімнадцять пар сутт, назви яких відрізняються лише префіксами «маха» і «чула» відповідно, і в більшості випадків такі пари йдуть разом. Найчастіше версії з «маха» є більш тривалими.
Ряд сутт Мадджхіма-нікаї ідентичний деяким суттам інших розділів Сутта-пітаки. Наприклад, Сатіпаттхана-сутта (МН 10) повторює викладене в Маха-сатіпаттхана-сутті (ДН 22), лише з більш детальним розглядом Чотирьох Благородних істин. Текст Бахуведанія-сутти (МН 59) ідентичний тексту сутти СН XXXVI.19, входить в Сам'ютта-нікаю, третій розділ Сутта-пітаки.
Мула-паннаса — сутти в цій групі містять інформацію про життя і кар'єру Будди, при цьому нерідко відсутню в інших місцях канону.
Мадджхіма-паннаса — тут у суттах розповідається про стосунки Будди з джайнами та брахманами і тих розбіжностей, які виникли після його смерті.
Упарі-паннаса — частина сутт цієї групи була написана учнями Будди і розповідає про їх проповіді. Мають більш пізніше походження, ніж сутти двох перших паннас.
Індекс сутт Мадджхіма-нікаї складається з букв (у західній літературі — M або MN, в україномовній літературі — МН) та групи цифр, які позначають порядковий номер сутти. Нумерація сутт наскрізна.
Повний список сутт наведено в статті «Список сутт «Мадджхіма-нікая».

## Зв'язок з Канонами інших шкіл буддизму
«Мадджхіма-нікая» відповідає «Мадг'яма-агамі», що належить різним санскритським школам раннього буддизму. Версія останньої на китайській мові, створена в 397—398 рр., містить 222 сутри проти 152 в палійській нікаї.

### Переклади тексту
- Bhikkhu Nanamoli and Bhikkhu Bodhi (trans.), The Middle Length of Discourses the Buddha: A Translation of the Majjhima Nikaya, 1995, Somerville: Wisdom Publications ISBN 0-86171-072-X.
- I. B. Horner (trans.), The Book of Middle Length Sayings, 1954-9, 3 volumes, Bristol: Pali Text Society.